# Dilkea retusa
Dilkea retusa je biljka iz porodice Passifloraceae, roda Dilkea. Prihvaćeno je ime. Sinonimi su:
- Dilkea acuminata Mast.[1]
- Dilkea magnifica Steyerm.[1][2]
- Dilkea wallisii Mast.[1][2]
- Dilkea ulei Harms[3][2]
- Passiflora helleborifolia Wallis ex Mast.[3]
- Dilkea johannesii Barb.Rodr.[2]
- Dilkea parviflora Killip[2]

Tipska je vrsta podroda Dilkea. 
Raste u Boliviji (Pando), Brazilu (Amazonas, Manaus, Acre, Rio Negro), Kolumbiji (Amazonas, Antioquia, Leticia, Caquet, Putumayo, Vaups), Ekvadoru (Napo, Pastaza, Esmeraldas, Orellana, San Lorenzo, Eloy Alfaro, Morona Santiago, Sucumbíos), Peruu (Amazonas, Loreto, Bagua, Maynas, Madre de Dios, Manu, Tambopata, Pasco, Oxapampa, San Martín, Mariscal Caceres, Ucayali, Coronel Portillo), Surinamu (Sipaliwini), Francuskoj Gvajani, Gvajani, Panami i Venezueli (Bolivar, Amazonas, Delta Amacuro), od 100 do 500 metara nadmorske visine.
Nije svrstana u IUCN-ov popis ugroženih vrsta, ali je status ugroženosti "najmanja zabrinutost" (LC).

## Vanjske poveznice
- Dilkea na Germplasm Resources Information Network (GRIN)  Arhivirana inačica izvorne stranice od 5. svibnja 2009. (Wayback Machine), SAD-ov odjel za poljodjelstvo, služba za poljodjelska istraživanja.